# І-Ліга
І-Ліга (англ. I-League) — найвище професійне змагання з футболу в Індії, засноване в 2007 році. Замінила напівпрофесійну Національну футбольну лігу, утворену в 1996 році. У І-Лізі використовується система вибування та підвищення: за підсумком сезону дві найгірші команди вибувають у другий дивізіон, а звідти на зміну їм піднімаються дві найкращі команди, що відповідають фінансовим та організаційним критеріям ліги. Матчі чемпіонату проводяться за системою «осінь–весна» з січня по травень, по завершенню ігор у Індійській суперлізі.

## Історія
У 1996 році в Індії була створена перша національна ліга, відома як Національна футбольна ліга. Ліга була розпочата з метою ввести професіаналізм в індійський футбол. Незважаючи на ці амбіції, цього ніколи не було досягнуто. Національна футбольна ліга постраждала від поганої інфраструктури та непрофесіоналізму від своїх клубів. Через це після десятиліття занепаду Всеіндійська федерація футболу вирішила, що прийшов час для зміни та ребрендінгу чемпіонату Індії і після сезону 2006/07 було оголошено, що Національна футбольна ліга буде закрита і зареєстрована як І-Ліга з сезону 2007/08. Перший сезон нової ліги складався з восьми команд з попередньої кампанії НФЛ та двох команд з другого дивізіону, утворивши 10 команд. Oil and Natural Gas Corporation (ONGC), титульні спонсори НФЛ, були названі спонсорами І-Ліги до початку ліги у листопаді 2007 року. Ліга також оголосила про зміну у своїх обмеженнях на легіонерів, згідно з яким всі клуби можуть підписати чотирьох іноземців — трьох неазійських, а одного — азійського. Ліга також повідомила, що в перший сезон матчі будуть транслюватися на Zee Sports.
Першими десятьма клубами першого сезону I-Ліги були «Ейр Індія», «Черчілл Бразерс», «Демпо», «Іст Бенгал», «Джей-Сі-Ті», «Махіндра Юнайтед», «Мохун Баган», «Салгаокар», «Спортінг» (Гоа) та «Віва Керала». Перший матч нового турніру відбувся 24 листопада 2007 року між клубами «Демпо» та «Салгаокар» на стадіоні «Фаторда» в Маргао. Нігерієць Чіді Еде забивши перший гол у історії І-Ліги на третій хвилині і допоміг «Демпо» перемогти 3:0. В підсумку після вісімнадцяти турів клуб так і залишився на першому місці і став першим переможцем І-Ліги. Клуби «Віва Керала» і «Салгакоар» стали першими командами, що вилетіли з I-Ліги.
У наступному сезоні лігу було розширено з 10 до 12 команд. Клуби другого дивізіону «Мумбаї», «Юнайтед», «Мухаммедан» і «Васко» отримали право піднятись у вищий дивізіон, що, однак, викликало ранні побоювання щодо того, що І-Ліга переставала бути загальнонаціональною, оскільки у сезоні 2008/09 років 12 клубів представляли лише 4 міста. Для порівняння у попередньому сезоні 10 клубів представляли 6 різних міст. Байчунг Бхутіа, тодішній капітан збірної Індії, заявив, що це робота федерації по розповсюдженню гри по всій країні, і що це повинно відбутися. В підсумку сезон все ж відбувся і переможцем став «Черчілл Бразерс».
До сезону 2009/10 років, ліга знову була розширена, з 12 команд на 14. Для цього клуби «Салгаокар», «Віва Керала», «Пуне» і «Шиллонг Ладжонг» були підвищені у класі, що дозволило I-Лізі трохи покращити ситуацію в чемпіонаті, оскільки в лізі почали грати клуби з семи різних міст у семи різних штатах. Цей чемпіонат знову виграв «Демпо», ставши першим клубом, що двічі вигравав турнір.
В подальшому ситуація в лізі погіршилась через конфлікти з власниками клубів, що в підсумку призвело до створення окремої Індійської суперліги, яка паралельно з І-Лігою стала найвищим футбольним дивізіоном Індії, залучивши на свій бік більшу частину вболівальників та ЗМІ.

## Чемпіони
Для перегляду списку усіх чемпіонів Індії див. статтю Список чемпіонів Індії з футболу.
| Сезон   | Чемпіон             | 2-е місце       | 3-е місце       |
| ------- | ------------------- | --------------- | --------------- |
| 2007/08 | Демпо (3)           | Черчілл Бразерс | Джей-Сі-Ті      |
| 2008/09 | Черчілл Бразерс (1) | Мохун Баган     | Спортінг (Гоа)  |
| 2009/10 | Демпо (4)           | Черчілл Бразерс | Пуне            |
| 2010/11 | Салгаокар (2)       | Іст Бенгал      | Демпо           |
| 2011/12 | Демпо (5)           | Іст Бенгал      | Черчілл Бразерс |
| 2012/13 | Черчілл Бразерс (2) | Пуна            | Іст Бенгал      |
| 2013/14 | Бенгалуру (1)       | Іст Бенгал      | Салгаокар       |
| 2014/15 | Мохун Баган (4)     | Бенгалуру       | Роял Вахінгдох  |
| 2015/16 | Бенгалуру (2)       | Мохун Баган     | Іст Бенгал      |
| 2016/17 | Аїджал (1)          | Мохун Баган     | Іст Бенгал      |

### Досягнення
| Клуб            | Чемпіон                       | 2-е місце                     | 3-е місце                     |
| --------------- | ----------------------------- | ----------------------------- | ----------------------------- |
| Демпо           | 3 (2007/08, 2009/10, 2011/12) | –                             | 1 (2010/11)                   |
| Черчілл Бразерс | 2 (2008/09, 2012/13)          | 2 (2007/08, 2009/10)          | 1 (2011/12)                   |
| Бенгалуру       | 2 (2013/14, 2015/16)          | 1 (2014/15)                   | –                             |
| Мохун Баган     | 1 (2014/15)                   | 3 (2008/09, 2015/16, 2016/17) | –                             |
| Салгаокар       | 1 (2010/11)                   | –                             | 1 (2013/14)                   |
| Аїджал          | 1 (2016/17)                   | –                             | -                             |
| Іст Бенгал      | –                             | 3 (2010/11, 2011/12, 2013/14) | 3 (2012/13, 2015/16, 2016/17) |
| Пуне            | –                             | 1 (2012/13)                   | 1 (2009/10)                   |
| Джей-Сі-Ті      | –                             | –                             | 1 (2007/08)                   |
| Спортінг (Гоа)  | –                             | –                             | 1 (2008/09)                   |
| Роял Вахінгдох  | –                             | –                             | 1 (2014/15)                   |

## Спонсорство
В 2007 році новостворена І-Ліга зберегла спонсора Oil and Natural Gas Corporation зі старої Національної футбольної ліги і первний час була відома як I-League ONGC. Проте після сезону 2010/11 року угода з комапанією не була поновлена, і I-ліга залишилася без спонсорської угоди до 2013 року. 24 вересня 2013 року було оголошено, що телекомунікаційна компанія Bharti Airtel буде новим титульним спонсором ліги, яка стала відома як Airtel I-League. У грудні 2014 року було оголошено, що Hero MotoCorp замінить Airtel у якості титульного спонсора ліги, що стала називатись Hero I-League.
| Період      | Спонсор       |
| ----------- | ------------- |
| 2007–2011   | ONGC          |
| 2011–2013   | нема          |
| 2013–2014   | Bharti Airtel |
| 2014–понині | Hero          |